# Spøgelseskrigen
Spøgelseskrigen (eng: Phoney War, tysk Sitzkrieg, fransk: Drôle de guerre) er en periode på ca. otte måneder i begyndelsen af 2. verdenskrig, hvor der var begrænsede militæroperationer på vestfronten. Perioden varede fra afslutningen af Saar-offensiven i september 1939 til begyndelsen af Slaget om Frankrig i maj 1940. De europæiske stormagter havde erklæret hinanden krig, men ingen af dem havde igangsat større angreb, og der var relativt få kampe på landjorden.
Mens hovedparten af den tyske hær var indsat i Polen, bemandede en mindre styrke den tyske Vestvold, den befæstede forsvarslinje langs den franske grænse. Britiske og franske styrker stod over for tyskerne, men der var kun få lokale træfninger. Det britiske Royal Air Force kastede flyveblade over Tyskland, og de første canadiske tropper ankom til Storbritannien, mens det vestlige Europa var forbløffende stille i syv måneder. I mellemtiden stødte de stridende parter sammen i Norge. For hurtigt at få genoprustet var både Storbritannien og Frankrig ved krigens udbrud begyndt at købe store mængder våben fra producenter i USA som supplement til deres egen produktion. Det ikke-krigsførende USA støttede de vestallierede med våben til lavpris og senere ved Lend-Lease af militært udstyr og forsyninger. I 1930'erne leverede private virksomheder i Storbritannien og USA udstyr til Nazityskland i mindre omfang uden deres regeringers tilladelse. Maskiner til nogle få tyske jagere blev fremstillet i Storbritannien, og amerikanske råvarer blev solgt til Tyskland.  Tyske anstrengelser for at afbryde de allieredes trans-atlantiske handel blev starten på Slaget om Atlanterhavet.

## Saar-offensiven
Kort efter Frankrig og Storbritannien havde erklæret Nazi-tyskland krig trænge franske tropper den 7. september 1939 ind i Saarland. De franske krigsforberedelser var imidlertid præget af manglende planlægning, bureaukrati og forældet militær strategi. På trods af de franske troppers numeriske overlegenhed (98 divisioner og 2.500 kampvogne mod de tyske 43 divisioner uden kampvogne) lykkedes det hurtigt tyskerne at iværksætte en modoffensiv, hvorefter Frankrig allerede den 16. september trak tropperne ud af Saarand.

## Vinterkrigen
En væsentlig hændelse under Spøgelseskrigen var Vinterkrigen, som begyndte med Sovjetunionens angreb på Finland den 30. november 1939. Den offentlige mening især i Frankrig og Storbritannien havde let ved at vælge side for det demokratiske Finland og krævede at deres regeringer skulle tage effektive skridt til at støtte "de modige finner" mod deres langt større angriber, Sovjetunionen, især da finnernes forsvar virkede meget bedre end polakkernes under Felttoget i Polen. Som en konsekvens blev Sovjetunionen ekskluderet af Folkeforbundet, og en foreslået fransk-britisk ekspedition til det nordlige Skandinavien blev ivrigt debatteret. Britiske styrker, som efterhånden blev samlet for at blive sendt til støtte for Finland, blev ikke afsendt, før Vinterkrigen endte, og blev i stedet sendt til Norge i den norske kampagne. Den 20. marts trak Édouard Daladier sig efter Vinterkrigen tilbage som førsteminister i Frankrig som følge af, at det ikke var lykkedes ham at hjælpe Finland.

## Den tyske besættelse af Danmark og Norge
De åbne diskussioner om en allieret ekspedition til det nordlige Skandinavien også uden landenes godkendelse og Altmark-affæren den 16. februar alarmerede Tyskland om, at forsyningerne af jernmalm var truede og gav stærke argumenter for at sikre sig den norske kyst. Den tyske besættelse af Danmark og Norge under kodenavnet Operation Weserübung begyndte den 9. april 1940. Den 12. – 15. april landede allierede tropper i Norge, men i løbet af to uger var det meste af Norge på tyske hænder, og de allierede tropper blev evakueret fra Nordnorge.

## Ændring af den britiske regering
Fiaskoen med den Allierede kampagne i Norge, som egentlig var afledt af de aldrig realiserede planer om at støtte Finland, afstedkom en berømt debat i det britiske Underhus, hvorunder premierminister Neville Chamberlain konstant blev angrebet. Et tillidsvotum blev vedtaget med 281 mod 200 stemmer, men mange af Chamberlains støtter havde stemt imod ham, mens mange andre havde afstået fra at stemme. Den ydmygede Chamberlain fandt det umuligt at lede den britiske regering eller at danne en national samlingsregering. Den 10. maj indgav Chamberlain sin afskedsbegæring, mens han fortsatte som leder af det konservative parti.
Kong George 6. udpegede Winston Churchill, som havde været en hård modstander af Chamberlains tilpasningspolitik (appeasement), som hans efterfølger, og Churchill dannede en koalitionsregering med medlemmer fra det Konservative parti, Labour og det Liberale parti foruden en række ministre uden politisk baggrund.
Senere samme dag invaderede tyske tropper Holland, Belgien og Luxembourg. Det var den 10. maj 1940, godt otte måneder efter, at Storbritannien og Frankrig havde erklæret Tyskland krig. Spøgelseskrigen var ovre.
De fleste større kampe under Spøgelseskrigen foregik til søs, herunder begyndelsen af Slaget om Atlanterhavet. Andre væsentlige hændelser var:
- I oktober 1939 blev det britiske slagskib HMS Royal Oak sænket i Scapa Flow på Orkney-øerne (nord for Skotland) af den tyske ubåd U-47.
- Luftwaffe begyndte at angribe Storbritannien den 16. oktober 1939, da Junkers Ju 88'ere angreb britiske krigsskibe ved Rosyth i Firth of Forth. Det lykkedes Spitfires fra den 602. og den 603. eskadrille at nedskyde to Ju 88-ere og en Heinkel He 111 over fjorden. Ved et raid på Scapa Flow dagen efter blev en Ju 88 skudt ned af antiluftskyts.[7][8]
- I december 1939, blev det tyske lommeslagskib Admiral Graf Spee angrebet af krydserne HMS Exeter HMS Ajax og HMNZS Achilles i Slaget ved River Plate. Admiral Graf Spee undslap til Montevideo for at foretage reparationer af de skader, det havde fået ved slaget. Skibet måtte imidlertid hurtigt forlade den neutrale havn, og ved udsigten til at møde en stor britisk flåde valgte skibets admiral at lade skibet sænke. Briterne havde imidlertid vildledt den tyske admiral – der var ingen stor, britisk flåde ud for Montevideo.
- Støtteskibet for Admiral Graf Spee, tankskibet Altmark blev erobret af Royal Navy i februar 1940 i en norsk fjord.

De krigsførende luftvåben var også aktive med rekognosceringsflyvninger og mindre bombeangreb. RAF's bombefly overfløj Nazityskland og nedkastede flyveblade. Det tyske luftværn ignorerede flyene for ikke at afsløre deres taktik og antal, og RAF's bombeflybesætninger blev erfarne i at trænge ind i tysk luftrum. Disse flyvninger blev omtalt som "konfettikrig" i den britiske presse.

## Yderligere læsning
- Halford Mackinder's Necessary War beskriver den politiske strategi bag Spøgelseskrigen